# Эль-Худуд-эш-Шамалийя
Эль-Худу́д-эш-Шамалийя, также Эль-Худу́д-эш-Шамали́я (араб. الحدود الشمالية‎ — «Северные границы») — административный район на севере Саудовской Аравии. Административный центр — город Аръар. Площадь — 111 797 км², население — 0,4 млн человек (2019 год).

## География
На востоке граничит с административным районом Эш-Шаркия, на юго-востоке с административным районом Эр-Рияд, на юге с административным районом Хаиль, на западе с административным районом Эль-Джауф, на северо-западе с Иорданией, на севере с Ираком.

## Административное деление
Административный район делится на 3 мухафазы (в скобках население на 2010 год):
1. Аръар (191 051)
2. Рафха (80 544)
3. Турайф (48 929)

## Администрация
Во главе административного района стоит наместник с титулом эмира, назначаемый королём из числа принцев династии Аль Сауд.

### Эмиры
Эмиры минтаки (губернаторы провинции)
- 1948—1957 гг. Мухаммад бин Ахмад ас-Судайри[араб.] — из клана ас-Судайри
- 1957—2015: принц Абдаллах бин Абдул-Азиз бин Мусаид Аль Сауд[араб.] — из клана Аль Джилюви
- 2015—2017: принц Мишааль ибн Абдалла ибн Абдул-Азиз ибн Мусаид Аль Сауд, сын предыдущего эмира
- 2017—наст.время: принц Фейсал ибн Халид Аль Сауд, сын Халида ибн Султана Аль Сауда, правнук Абдул-Азиза